# Museo civico di storia naturale (Stazzano)
Il Museo Civico di Storia Naturale di Stazzano, fondato nel 1980 su iniziativa del Gruppo Naturalisti di Stazzano, ha sede in villa Gardella. Ospita un'importante collezione di minerali e fossili, uccelli, mammiferi, rettili, anfibi, insetti, vegetali, ed è suddiviso in cinque sale:
- Prima sala: contiene minerali provenienti da grotte e cave italiane, reperti fossili locali e rocce e strati dell'Appennino ligure e resti antropologici.
- Seconda sala: contiene una collezione ornitologica comprendente uccelli dell'avifauna italiana, uova e nidi caratteristici e piccoli mammiferi.
- Terza sala: vi sono mammiferi carnivori, anfibi, rettili (vipere, colubri) dell'Appennino ligure, della Liguria e del Piemonte, si trovano in questa sala pesci, crostacei e molluschi.
- Quarta sala: vi sono raccolti insetti, farfalle indigene diurne e notturne e lepidotteri esotici.
- Quinta sala: è la sala dei vegetali e ospita il più grande erbario della provincia di Alessandria, con 5.000 fogli.

## Personaggi
- Giuseppe Gardella, medico che cedette Villa Maria (ora Villa Gardella) al comune di Stazzano e ora sede del Museo Naturalistico di Stazzano.